# محمدحسن فدایی فرد
محمدحسن فدایی فرد دیپلمات اهل ایران، سفیر ایران در اسپانیا بوده‌است.

## سوابق
محمدحسن فدایی فرد مسئولیت‌های سرپرستی سرکنسولگری ایران در نیویورک، رئیس اداره دوم غرب اروپا، مدیرکل آمریکا، مدیرکل امور اجتماعی بین‌المللی، دستیار طرح و برنامه معاونت اروپا، آمریکا وزارت امور خارجه و وی مدیرکل شمال و شرق اروپا وزارت‌امور خارجه را بر عهده داشته‌است. 